# Kgl. begivenheder juni 1967
Kgl. begivenheder juni 1967 er en dansk dokumentarfilm fra 1967, der er instrueret af Allan de Waal.

## Handling
Udstillingen af gaver ved brylluppet mellem prinsesse Margrethe til Danmark, Tronfølgeren og Henri de Laborde de Monpezat i juni 1967.